# Diecéze sandoměřská
Diecéze sandoměřská (latinsky Dioecesis Sandomiriensis, polsky Diecezja sandomierska) je římskokatolická diecéze v Polsku, se sídlem v Sandoměři, kde se nachází katedrála [[[Katedrální bazilika Narození Panny Marie (Sandoměř)|Narození P. Marie]] Je součástí lublinské církevní provincie, je tudíž sufragánní vůči arcidiecézi lublinské. 

## Stručná historie
Po vzniku Kongresového Polska (1815) papež Pius VI. zřídil v roce 1818 sandoměřskou diecézi jakožto přenesení původní diecéze kielecké; původně byla sufragánní vůči arcidiecézi varšavské. V roce 1981 byla pžřjmenována na diecézí sandoměřsko-radomskou. V rámci reorganizace polské diecézní struktury papež Jan Pavel II. vydal dne 25. března 1992 bulu Totus Tuus Poloniae populus, kterou rozdělil samdoměřskou a radmoskou diecézi, přičemž Sandoměř se stala sufragánní vůči arcidiecézi lublinské.